# Левитська Аліна Олександрівна
Левитська Аліна Олександрівна(нар. 25 січня 1946, м. Конотоп, Сумська область) — український математик, кібернетик. Доктор фізико-математичних наук(1992), професор кафедри комп'ютерних наук, комбінаторний алгебраїчний кардинал Міжнародного Соломонового університету.

## Життєпис
Левитська Аліна навчалась в Київському національному університеті ім. Т. Шевченка, рік закінчення 1970.  Після закінчення навчання  працювала інженером-математиком на заводі «Арсенал».
З 1992 по 1996 роки та з 2003 була провідним науковим співробітник, відділу математичних методів теорії надійності складних систем № 125, Інституту кібернетики ім. В. М. Глушкова НАН України.
З 1995 по 1997 роки професор Військового інституту управління і зв’язку.
З 1998 по 2003 роки професор Міжнародного Соломонового університету.

## Наукові дослідження
Системи випадкових рівнянь над скінченими алгебраїчними структурами та проблемами комбінаторного аналізу
Теорія інваріантності для систем випадкових рівнянь над довільними скінченними кільцями і загальний метод дослідження ймовірності характеристик таких систем.

## Нагороди
Державна премія України у галузі науки і техніки (2009).